# Pietro Antonio Caracciolo
Pietro Antonio Caracciolo (Napoli, 1460 – circa 1525) è stato un commediografo italiano.

## Biografia
Di Pietro Antonio Caracciolo si posseggono pochissime informazioni biografiche: è noto che fu figlio di Giovan Francesco, importante esponente del petrarchismo napoletano, e di Carmosina.
Visse a Napoli e come il padre fu poeta alla corte aragonese, ed è considerato il capostipite del teatro comico napoletano.
Erroneamente identificato con Marc'Antonio Epicuro e con lo scrittore chiamato Notturno Napoletano, dopo aver tentato, ispirandosi a Jacopo Sannazaro, con il quale rivaleggiò alla stessa corte, ampollose allegorie adulatrici, ebbe l'idea, per divertire i nobili uditori di trattare comici soggetti plebei, nella parlata stessa dei loro personaggi, ossia nel loro crudo e rozzo dialetto.
Farsa, scrisse il D'Ancona «semplice nell'intreccio, triviale nella forma, fondata principalmente sulla vivacità dei lazzi, sul frizzo delle espressioni, sulla opportunità degli argomenti, sull'esatta rappresentazione dei caratteri e sulla valentia comica e mimica degli attori».
Dalla Farsa di una cita... e dai vari titoli e frammenti pervenutici, e dall'unica intera, quella dello Imagico, conservata alla Bayerische Staatsbibliothek di Monaco, si possono ricavare i motivi prevalenti delle farse caracciolane (e il Torraca scrisse «ci spieghiamo perché destassero altissime risa nelle sale di Castel Nuovo»), in cui gli strati popolari e particolarmente contadini (la tipica 'satira del villano') erano presentati come esempio di ignoranza e amoralità.
L'Imagico è una farsa dove la mitologia e il dialogo dei morti celebri, come Diogene e Catone è in funzione dell'elogio di re Ferrante I, al quale l'opera fu recitata dal Caracciolo nelle vesti del protagonista.

## Opere
- Malato,con tre medici,un garzone e una magara affattocchiara;
- Farsa di una cita, lo cito, una vecchia, uno notaro, lo preite con lo yacono et uno terzo;
- Farsa del mercatante che vende due schiavi,uno masculo et una femina;
- Farsa del malato,la matre e due famigli con un medico e un prattico;
- Dialogo di due pezzenti;
- Colloquio di un villano,due cavaiuoli e uno spagnuolo;
- Un medico,un villano e la mogliere del villano;
- Quattro villani che acconciano le loro mogli con altri;
- Imagico.